# Murina hkakaboraziensis
Murina hkakaboraziensis és una espècie de ratpenat de la família dels vespertiliònids. És endèmic de Myanmar. És un ratpenat de petites dimensions, amb una llargada de cap a gropa de 35,5 mm, els avantbraços de 29,6 mm, la cua de 30,1 mm, els peus de 8,6 mm, les orelles de 17 mm i un pes de fins a 3,4 g. El seu nom específic, hkakaboraziensis, significa 'del Hkakabo Razi' en llatí. S'alimenta d'insectes. Com que fou descoberta fa poc, encara no se n'ha avaluat l'estat de conservació.